# 超放射
超放射とは放射される波長よりも短い範囲内に凝集された原子を励起してその原子が基底状態へ戻る時に連鎖的に光子を放出する現象。

## 概要
外部からエネルギーを与えられて励起された原子が基底状態へ戻る時に炎色反応のように外殻から電子が内殻に移り、その時にエネルギー準位に応じた波長の光を放出する。原子同士が離れている時には近傍の原子には影響しないものの、原子が近接している場合には連鎖的に光子が放出される。これは閃光のように見えると考えられ，「超放射」と呼ばれてきた。超放射を起こすためには多くの原子を放射される光の波長よりも短い範囲(100nm3)内に多数の原子を集めることが必要とされる。2017年に、可干渉性の単一原子の超放射が実現した。2018年にダイヤモンド窒素-空孔中心を利用して固体量子系での超放射が実現した。

## 応用

### 超放射ラマンレーザー磁力計
超放射ラマンレーザー磁力計（ちょうほうしゃらまんレーザーじりょくけい 英語: Superradiant Raman laser magnetometer）は、超放射を利用する磁力計で光ポンピング磁力計と似ているが、光ポンピング磁力計では原子の蒸気内を透過したレーザー光が原子の磁場による偏極回転や光の位相の変移を検出することで磁場強度を計測するが、超放射ラマンレーザー磁力計では外部の磁場によって双極子の光の放射の位相の変移を直接検出することにより磁場強度を計測する。